# Tairac (Avairon)
Tairac (en francès Tayrac) és un municipi francès situat al departament de l'Avairon i a la regió d'Occitània.

## Demografia
| 1962                                       | 1968 | 1975 | 1982 | 1990 | 1999 | 2006 |
| ------------------------------------------ | ---- | ---- | ---- | ---- | ---- | ---- |
| 308                                        | 313  | 300  | 290  | 190  | 174  | 172  |
| Des de 1962: població sense dobles comptes |      |      |      |      |      |      |

## Administració
| Període   | Identitat                       | Partit |
| --------- | ------------------------------- | ------ |
| 2001-2008 | Jean Pierre Gaillardon-Baldella |        |
| 2008-     | Christian Mouysset              |        |